# Coteaux-de-l'Ain
 (novembre 2015).
Si vous disposez d'ouvrages ou d'articles de référence ou si vous connaissez des sites web de qualité traitant du thème abordé ici, merci de compléter l'article en donnant les références utiles à sa vérifiabilité et en les liant à la section « Notes et références ».
Le vin coteaux-de-l'Ain, anciennement vin de pays des coteaux-de-l'Ain, est un vin français d'indication géographique protégée de zone, produit dans le département de l'Ain.

## Histoire
La culture de la vigne est ancienne sur ce territoire. En effet, les Gaulois cultivaient déjà la vigne dans cette zone. Par la suite, les Romains découvrirent ces vignes abandonnées, et les remirent en culture.
Au Moyen Âge, il ne reste plus que des parcelles où l'on produit du vin de qualité. Les moines sont les principaux acteurs de cette filière. Ces derniers conservent une quasi-exclusivité sur cette activité jusqu'au XVIIe siècle.
L'activité viticole atteint son apogée sur ce territoire entre 1830 et 1870. Le département de l'Ain est alors couvert de 20 000 hectares de vignes. La vigne représente en 1868 25 % du produit agricole de l'Ain. Depuis, les superficies ont largement diminué et elles occupent essentiellement les coteaux du département.

## Géographie

### Aire de l'IGP

#### Zone principale[N 1]
La zone principale est composée de l'ensemble des communes du département de l'Ain.

##### Appellation Coteaux-de-l'Ain Pays de Gex
27 communes peuvent bénéficier de l'appellation Pays de Gex : Cessy, Challex, Chevry, Collonges, Crozet, Divonne-les-Bains, Échenevex, Farges, Ferney-Voltaire, Gex, Grilly, Léaz, Ornex, Péron, Pougny, Prévessin-Moëns, Saint-Genis-Pouilly, Saint-Jean-de-Gonville, Sauverny, Ségny, Sergy, Thoiry, Versonnex, Vesancy, Bellegarde-sur-Valserine, Lancrans et Confort.

##### Appellation Coteaux-de-l'Ain Revermont
24 communes peuvent bénéficier de l'appellation Revermont : Bohas-Meyriat-Rignat, Ceyzériat, Chavannes-sur-Suran, Coligny, Courmangoux, Drom, Germagnat, Jasseron, Journans, Meillonnas, Montagnat, Neuville-sur-Ain, Pouillat, Pressiat, Ramasse, Revonnas, Salavre, Saint-Just, Saint-Martin-du-Mont, Simandre-sur-Suran, Tossiat, Treffort-Cuisiat, Verjon et Villereversure.

##### Appellation Coteaux-de-l'Ain Valromey
8 communes peuvent bénéficier de l'appellation Valromey : Artemare, Belmont-Luthézieu, Champagne-en-Valromey, Chavornay, Sutrieu, Talissieu, Vieu et Virieu-le-Petit.

##### Appellation Coteaux-de-l'Ain Val-de-Saône
9 communes de l'est de la partie du Val-de-Saône située entre la Dombes et le Beaujolais peuvent bénéficier de l'appellation Val-de-Saône : Amareins, Beauregard, Chaleins, Fareins, Francheleins, Guéreins, Lurcy, Messimy-sur-Saône et Montmerle-sur-Saône.

#### Zone de proximité immédiate[N 2]
La zone de proximité est composée de l'ensemble des communes des quatre arrondissements limitrophes de la zone principale :
- L'arrondissement de Mâcon dans le département de Saône-et-Loire,
- L'arrondissement de Villefranche-sur-Saône dans le département du Rhône,
  - L'arrondissement de Lons-le-Saunier dans le département du Jura,
- L'arrondissement de Chambéry dans le département de la Savoie.

### Climat
La zone est dominée par un climat de type océanique avec des influences continentales et méridionales. Cela se traduit par des précipitations abondantes et régulières. Les hivers y sont froids et peuvent être très rigoureux. Les étés sont chauds. Il faut noter que le caractère montagneux de la zone entraîne durant l'hiver de longues périodes de froid. Le territoire peut aussi être longuement recouvert par la neige.

## Vignoble

### Conditions de production
Les vins bénéficiant de l'indication géographique protégée « Coteaux de l'Ain » sont produits dans la limite d'un rendement maximum à l'hectare de 100 hectolitres.

Les lies, les bourbes, les éventuels produits non vinifiés et le vin destiné à la distillation ou à tout autre usage industriel, ne peuvent excéder 10 hectolitres par hectare au-delà de ce rendement maximum de production.

### Encépagement

#### Cépages noirs
Les cépages noirs utilisés sont : le Cabernet franc N, le Cabernet-Sauvignon N, le Carignan N, le Carmenère N, le César N, le Chatus N, le Cinsault N, le Corbeau N, le Gamaret N, le Gamay N, le Gamay de Bouze N, le Gamay de Chaudenay N, le Gamay Fréaux N, le Grenache N, le Landal N, le Mècle N, le Merlot N, le Meunier N, la Mondeuse N, le Muscat de Hambourg N, le Persan N, le Pinot N, le Plantet N, le Portan N, le Poulsard N, le Syrah N et le Trousseau N.

#### Cépages blancs
Les cépages blancs utilisés sont : l'Aligoté B, l'Altesse B, l'Arvine B, l'Auxerrois B, le Chardonnay B, le Chasan B, le Chasselas B, le Chenin B, la Clairette B, la Folle Blanche B, le Furmint B, le Grenache B, le Gringet B, la Jacquère B, le Marsanne B, le Melon B, la Molette B, la Mondeuse B, le Müller-Thurgau B, le Muscat à petits grains B, le Muscat d’Alexandrie B, le Muscat cendré B, le Pinot B, le Riesling B, le Roussanne B, le Roussette d’Ayze B, le Sauvignon B, le Savagnin B, le Seyval B, le Sylvaner B et le Viognier B.

#### Cépages gris
Les cépages gris utilisés sont : le Grenache G, le Pinot G et le Sauvignon G.

#### Cépages roses
Les cépages roses utilisés sont : le Chasselas Rs, la Clairette Rs, le Gewurztraminer Rs, le Muscat à petits grains Rs et le Velteliner rouge précoce Rs.

#### Cépages rouges
Les cépages rouges utilisés sont : le Cardinal Rg et le Muscat à petits grains Rg.

### Types de vin
En application du cahier des charges de l'indication géographique protégée annexé à l'arrêté du 8 décembre 2017 l'indication géographique protégée « Coteaux de l'Ain » peut être complétée par le nom d'un ou de plusieurs cépages, elle peut aussi être complétée par les mentions "primeur" ou "nouveau", elle peut enfin être complétée par le nom des unités géographiques plus petites suivantes, selon les conditions de production fixées dans le présent cahier des charges : "Pays de Gex " ; " Revermont" ; "Val de Saône " ; "Valromey". Cependant L'indication géographique protégée « Coteaux de l'Ain » est réservée aux vins tranquilles et aux vins mousseux de qualité rouges, rosés, blancs. La mention d'un à plusieurs cépages est réservée aux vins tranquilles et aux vins mousseux de qualité. La mention « primeur » est réservée aux vins tranquilles.

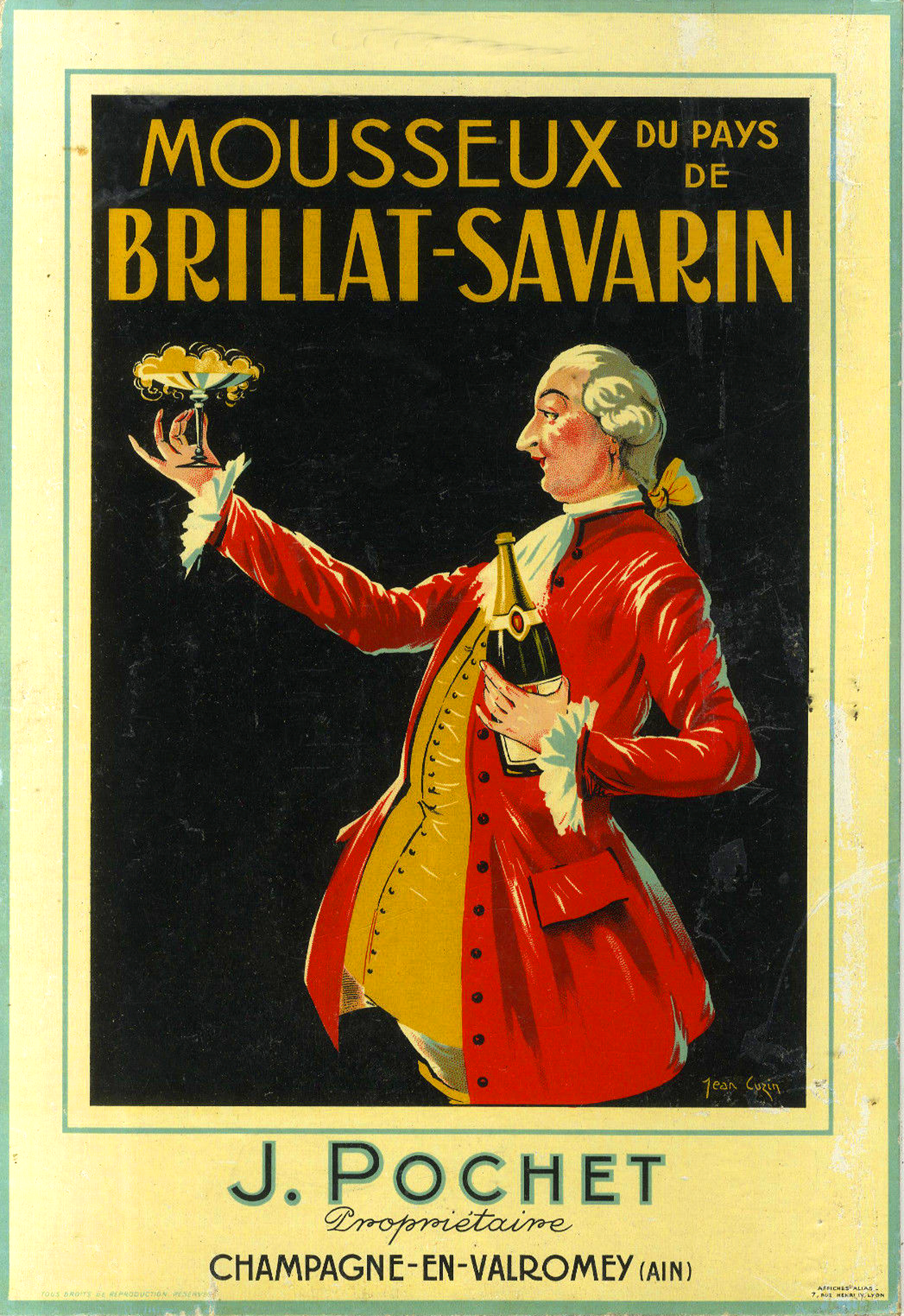
IGP Ain Valromey mousseux.

Il existe 41 labellisations différentes :
- Coteaux de l'Ain mousseux de qualité blanc
- Coteaux de l'Ain mousseux de qualité rosé
- Coteaux de l'Ain mousseux de qualité rouge
- Coteaux de l'Ain primeur ou nouveau blanc
- Coteaux de l'Ain primeur ou nouveau rosé
- Coteaux de l'Ain primeur ou nouveau rouge
- Coteaux de l'Ain Pays de Gex blanc
- Coteaux de l'Ain Pays de Gex rosé
- Coteaux de l'Ain Pays de Gex rouge
- Coteaux de l'Ain Pays de Gex primeur ou nouveau blanc
- Coteaux de l'Ain Pays de Gex primeur ou nouveau rouge
- Coteaux de l'Ain Pays de Gex mousseux de qualité blanc
- Coteaux de l'Ain Pays de Gex mousseux de qualité rosé
- Coteaux de l'Ain Pays de Gex mousseux de qualité rouge
- Coteaux de l'Ain Revermont blanc
- Coteaux de l'Ain Revermont rosé
- Coteaux de l'Ain Revermont rouge
- Coteaux de l'Ain Revermont mousseux de qualité blanc
- Coteaux de l'Ain Revermont mousseux de qualité rosé
- Coteaux de l'Ain Revermont mousseux de qualité rouge
- Coteaux de l'Ain Revermont primeur ou nouveau blanc
- Coteaux de l'Ain Revermont primeur ou nouveau rosé
- Coteaux de l'Ain Revermont primeur ou nouveau rouge
- Coteaux de l'Ain Val de Saône blanc
- Coteaux de l'Ain Val de Saône rosé
- Coteaux de l'Ain Val de Saône rouge
- Coteaux de l'Ain Val de Saône mousseux de qualité blanc
- Coteaux de l'Ain Val de Saône mousseux de qualité rosé
- Coteaux de l'Ain Val de Saône mousseux de qualité rouge
- Coteaux de l'Ain Val de Saône primeur ou nouveau blanc
- Coteaux de l'Ain Val de Saône primeur ou nouveau rosé
- Coteaux de l'Ain Val de Saône primeur ou nouveau rouge
- Coteaux de l'Ain Valromey blanc
- Coteaux de l'Ain Valromey rosé
- Coteaux de l'Ain Valromey rouge
- Coteaux de l'Ain Valromey mousseux de qualité blanc
- Coteaux de l'Ain Valromey mousseux de qualité rosé
- Coteaux de l'Ain Valromey mousseux de qualité rouge
- Coteaux de l'Ain Valromey primeur ou nouveau blanc
- Coteaux de l'Ain Valromey primeur ou nouveau rosé
- Coteaux de l'Ain Valromey primeur ou nouveau rouge